# آزوکیارای

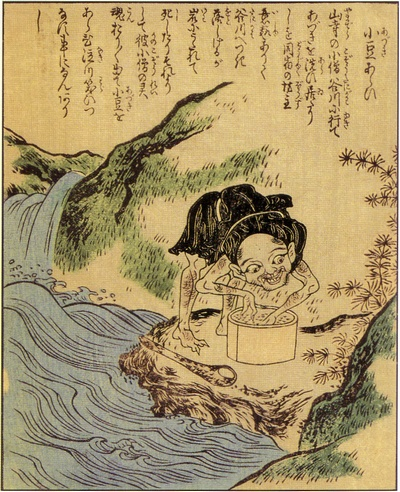
آزوکیارای

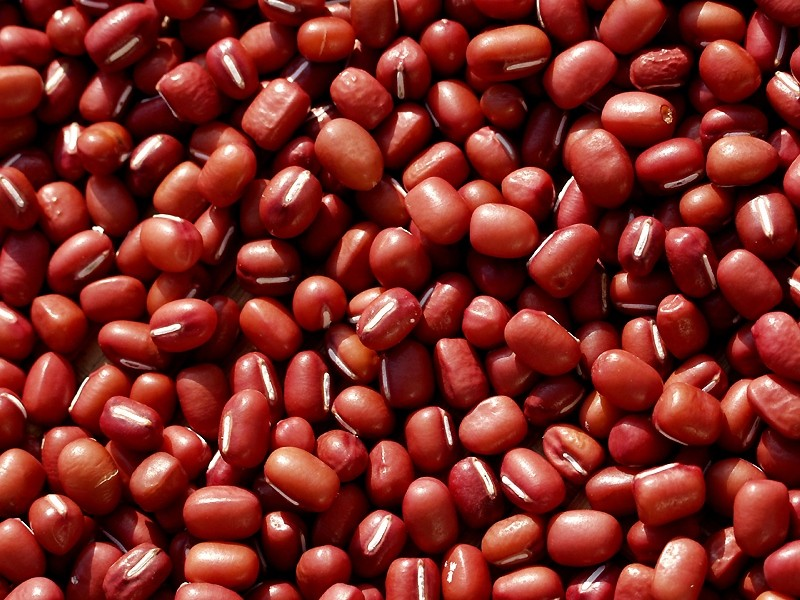
دانه‌های آزوکی

آزوکیارای∗ (شویندهٔ دانه‌های آزوکی∗) یا آزوکیتُگی∗ (سایندهٔ دانه‌های آزوکی)، پدیده‌ای مربوط به روح در فولکلور ژاپنی است که در این پدیده صدای غریبی مانند شستن یا ساییدن دانه‌های آزوکی شنیده می‌شود.
این صدا معمولاً در کنارهٔ رودخانه یا همانند آن (دریاچه، دریا، ...) شنیده می‌شود. گاهی هم آزوکیارای برای سرگرمی ترانه می‌سراید:
ژاپنی: آزوکی تُگُو کا، هیتو تُتِّه کوئُو کا، شُکی شُکی
ترجمه: آیا دانه‌های آزوکی را خواهم سایید؟ یا کسی را می‌گیرم و می‌خورم؟ امید امید
اگر کسی به نزدیکی آن صدا رود ناچار در آب می‌افتد. با اینکه آزوکیارای به ندرت دیده می‌شود، گفته می‌شود که وی دارای شکل عجیب و غریب و بی‌تناسب است. دندان‌هایش کج، سرش کچل، سبیلش باریک، چشمش زرد و متورم، و جامهٔ کوتاه و کهنه می‌پوشد، و بر سطلی خمیده دانه‌های آزوکی را می‌شوید.